# メイコン砦の戦い
メイコン砦の戦い（メイコンとりでのたたかい、英:Battle of Fort Macon、あるいはメイコン砦の包囲戦、英:Siege of Fort Macon）は、南北戦争中の1862年3月23日から4月26日に、ノースカロライナ州カータレット郡アウターバンクスで起こった戦闘である。これは北軍アンブローズ・バーンサイド少将のノースカロライナ遠征の一部として起こった。
3月遅く、バーンサイド少将の陸軍はノースカロライナ州ニューバーンから南東に35マイル (56 km) ボーフォートに面した水路を支配する砲郭をそなえた石造りの砦、メイコン砦に向かって進軍した。北軍は砦に対して包囲線を布き、4月26日に砦への正確な砲撃を開始して、間もなく石造りの壁を崩壊させた。数時間の内に砦の傾斜面が崩壊し始め、午後遅くに南軍の指揮官モーゼス・J・ホワイト大佐が白旗を揚げるよう命じた。バーンサイドの降伏条件が受け入れられ、北軍は翌朝砦を占領した。

## メイコン砦
メイコン砦は、建国から日も浅いアメリカ合衆国が米英戦争の後でその国境周辺に建設した海岸砦群の一つだった。ノースカロライナ州アウターバンクスにあるボーグバンク東端に建設され、ボーフォートやモアヘッドシティの港への入口を守ることが目的となった。1826年に砦が完成し、1834年からは守備隊が入った。敵国海軍の攻撃から守ることを意図されたので、石造りで建設されていた。当時の横揺れする艦船の甲板からの砲撃は正確さに欠けており、レンが造りや石造りの壁を壊すことはできなかった。その後間もなくライフル砲の発明でこのような壁は脆弱なものに変わったが、この砦には改良が加えられなかった。南北戦争が始まったときは時代遅れの砦になっていた。
建設当初の熱心さが過ぎてしまうと、この砦は荒れるままに任された。木造の部分は腐り、鉄製の部分は錆が浮き、砲架は朽ちるままになった。守備隊は着実にその数を減らされ、南北戦争が始まったときには1人の軍曹が砦の世話を任されているだけだった。ノースカロライナ州がアメリカ合衆国から脱退する前の1861年4月14日に、ジョサイア・ソロモン・ペンダー大尉の指揮するノースカロライナ州軍がこの砦を占領したとき、わずか4門の大砲があるだけだった。地元の民兵管理者が即座に武装の改良に取り掛かった。全部で64門の大砲（8インチ・コロンビアード砲5門、10インチ・コロンビアード砲2門、24ポンド砲19門、32ポンド砲32門、および野砲6門）が据えられたが、弾薬については3日分しか無かった。
包囲戦が行われたとき、砦の守備隊は約430名の将兵であり、モーゼス・J・ホワイトが指揮していた。病気に罹る兵士が居たために、この数の約3分の1は減っていた。兵士達が味わった貧しい食料やその他悪生活条件にも拘わらず、1人の兵士が死んだだけだった。兵士達の士気は概して高くなかった。家族とは離れており、指揮官のホワイトは部隊兵やボーフォートの市民にも不人気だった。包囲戦の間に脱走する兵士もいた。
戦闘が始まったとき、砦は時代遅れで、装備は不適切で、物資の供給状態も良くなく、また直面するものとは異なる戦闘のために造られていた。砦が最初の打撃で簡単に陥ちたのもこれらの欠陥で説明できる。

## バーンサイドの遠征
北軍がアウターバンクスのハッテラス島を占領した直後に、当時准将のアンブローズ・バーンサイドが陸海軍協働の遠征でノースカロライナ州東部の支配を拡大する作戦を立てた。その作戦が総司令官ジョージ・マクレランや陸軍省に承認された。バーンサイドは徴兵を行って海岸師団と呼ばれることになる1個師団を編成する権限を与えられ、これが海軍の北大西洋封鎖戦隊と協業して、ノースカロライナ州の諸サウンドや隣接する都市の支配に動くことになった。バーンサイドの名前を採ってバーンサイド遠征と呼ばれるようになったこの遠征は1862年1月に開始され、2月始めには最初の成果、すなわちロアノーク島を占領した。これに続いて陸海協働軍はエリザベスシティとニューバーンでも勝利に繋げた。これらの戦闘によって南軍の大半は海岸から離れるしかなく、内陸のキンストンまで後退した。その中でも大きな例外がメイコン砦だった。
メイコン砦が南軍の手にある限り、バーンサイド（このとき少将に昇進したばかりだった）はボーフォートやモアヘッドシティの港を使うことができなかったので、3月4日にニューバーンを占領した直後に、その第3旅団長ジョン・G・パーク准将に砦の戦力を弱めるよう命じた。パークは海岸内部の町を占領することから始めた。3月21日にカロライナシティ、3月22日にモアヘッドシティ、3月23日にニューポートおよび最後は3月25日にボーフォートを抑えた。このために砦の守備隊と他の南軍との間の通信が難しくなった。パークはまたニューバーン陥落の後で撤退する南軍が焼いたニューポートの鉄道橋を修理する必要があった。鉄道はその攻城砲を運ぶために必要だった。

## 包囲
3月23日、パーク将軍はカロライナシティに置いたその作戦本部からホワイト大佐に当てて砦の降伏を要求する伝言を送った。砦が無傷で渡された場合、守備隊は仮釈放で解放すると提案した。ホワイトは簡潔に「私にはメイコン砦を明け渡すことを拒絶する名誉がある」と返答した。包囲戦はこの文書交換で始まったと見なすことができる。
このとき砦の包囲はまだ完全ではなかったが、パーク旅団の1個中隊がサウンドを渡って抵抗の無いボーグバンクに上陸した3月29日に完成した。この上陸に対して守るはずだった第26ノースカロライナ連隊はニューバーンの戦い後に撤退した部隊に含まれていた。攻城砲が後から到着し、パークは砦に向けた砲台を設置した。そこには8インチ迫撃砲、射程1200ヤード (1100 m)のものが4門、10インチ迫撃砲、射程1600ヤード (1460 m)のものが4門、30ポンド施条パロット砲、射程1300ヤード (1190 m)のものが3門、12ポンド艦載榴弾砲、射程1200ヤード (1100 meters)のものが1門据えられた。守備隊はこれらの活動に気付いていたが、見えない標的に発砲することで弾薬を浪費することはできなかった。北軍兵に嫌がらせをするために砦から偵察隊が派遣されたが、大抵は損失もなく撃退された。4月17日、バーンサイド将軍は陸軍省に送る報告書の中で、「10日間のうちに砦の戦力を削減できると思う」と書くことができた。この予測は極めて正確なことが後に証明された。
攻城準備は4月23日に完了し、その日にバーンサイド将軍は直接ホワイト大佐と会話して、再度捕虜を仮釈放で解放することを提案して、降伏要求を繰り返した。ホワイト大佐は再度拒否し、バーンサイドは4月24日にパーク将軍に対してできるだけ早く砲撃を始めるよう命令した。砲台の一つがまだ砲撃開始できる状態になく、その日も遅かったので、パークは翌朝まで攻撃開始を遅らせることにした。
砲撃は4月25日夜明けに始まった。当初、砦の砲手達が配置について活発に反撃したが、砂丘の影に隠れている北軍の大砲には損傷を与えられなかった。
守備隊は北軍の北大西洋封鎖戦隊の4隻の艦船、すなわち蒸気艦USSデイライト、USSステイト・オブ・ジョージア、USSチッペワとバーク船USSゲムズボックの出現にも動転させられた。この時まで北軍の海軍は包囲に係わっていなかったが、サミュエル・ロックウッド海軍中佐が砲撃の音に反応して、艦隊のうちの自分の部隊を交戦させた。しかし、艦砲射撃には天候が良くなかった。強風が波を立て、艦船をひどく揺り動かして砲撃を難しくさせたので、約1時間後にこの艦隊は撤退した。海軍は1組の浮き砲台も攻撃に参加させたが、やはり波の影響があり、そのうちの1つだけが参戦できた。砦に対して艦船からの砲撃が当たったかどうかは明らかでない。砦の反撃は2艦に正確に当たったが、ほとんど艦体に影響はなく、水兵1人を負傷させただけだった。
当初岸の迫撃砲からの砲弾は不正確だったが、ボーフォートにいた信号司令部士官ウィリアム・J・アンドリューズ中尉が独自の判断で砲台の指揮官にその射程を修正する方法を告げる伝言を送った。正午過ぎ、事実上全ての砲弾は正確に標的を捉えた。19門の大砲が使えなくなった。砦の壁が連続する被弾で崩壊を始め、午後半ばにホワイト大佐は弾薬庫が壊されることを恐れ始めた。16時30分、ホワイトはその砦がもはや耐えられないと判断し、白旗を掲げるよう命じた。両軍からの砲撃が熄んだ。

## 降伏
ホワイト大佐はパーク将軍に会って降伏条件を協議し、パークは初めに無条件降伏を要求した。ホワイト大佐はもうすこし受け入れやすい条件を求め、バーンサイド将軍が4月23日に提示した条件を引き合いに出した。パークは応じなかったが、バーンサイドと相談できるまで砲撃を再開しないことには同意した。バーンサイドはホワイトが少なくともあと1日持ち堪えられるであろうことを挙げ、これ以上の攻撃は損失を増やし砦に大きな損傷を与えるだけだと判断した。それ故に最初に提示した条件を守ることに同意した。砦の兵士達は仮釈放を与えられ、つまり適切に交換されるまで北軍に対して武器を取らないということになった。その後に南軍兵は自分の所有物を持ったまま故郷に戻ることを許されることになった。4月26日の夜明け直後に南軍の軍旗が降ろされ、守備隊が行進して砦の外に出て、交代に第5ロードアイランド連隊が中に入った。
この戦闘は、少なくともその後の南北戦争の標準的なものに比べれば、損失が少なかった。北軍は戦死が1人のみであり、2人の陸軍兵と1人の海軍兵が負傷した。南軍は7人が戦死し、2人は負傷後に死亡、16名が負傷した。

## 戦闘の後
バーンサイド遠征はノースカロライナ州では少ない損失で顕著な成果を挙げたが、その後の成果はあまり無かった。例えば、ウィルミントンは脆弱なものになったと見られたが、戦争終盤まで攻撃されることは無かった。バーンサイドはメイコン砦での勝利後間もなく、バージニア州で半島方面作戦を遂行中のジョージ・マクレラン将軍を支援するために呼び戻された。これ以降大きな攻勢が掛けられることは無くなり、ノースカロライナ州は戦争の残り期間の大半で忘れられた地となった。
メイコン砦の戦場跡は現在、メイコン砦州立公園となっている。